# Trolle-Ljungby församling
Trolle-Ljungby församling var en församling i Lunds stift och i Kristianstads kommun. Församlingen uppgick 2002 i Bäckaskogs församling.

## Administrativ historik
Församlingen har medeltida ursprung. Namnet skrevs före 1883 även Västra Ljungby församling och Ljungby församling.
Församlingen var till 1962 moderförsamling i pastoratet Trolle-Ljungby och Gualöv. Från 1962 till 2002 var den moderförsamling i pastoratet Trolle-Ljungby, Ivö och Kiaby. Församlingen uppgick 2002 i Bäckaskogs församling.

## Kyrkoherdar
| Ämbetstid  | Namn                               | Levnadstid | Övrigt                         |
| ---------- | ---------------------------------- | ---------- | ------------------------------ |
| 1543       | Paël Nilsön                        |            | Pastor                         |
| 1560–talet | Mauritius Jacobi                   |            | Pastor                         |
| 1575–1584  | Jacob Gabriell                     |            | Pastor                         |
| 1610–1618  | Christopher Nielssön               |            | Pastor                         |
| 1619–1650  | Jens Laurisen                      | 1589–1650  | Pastor                         |
| 1651–1693  | Henrik Nissenius von der Wettering | 1624–1693  | Pastor                         |
| 1693–1723  | Nils Müller                        | 1667–1723  | Pastor                         |
|            | Erik Westadius                     | 1683–1727  | Pastor                         |
| 1729–1741  | Zacharias Munck                    | 1688–1741  | Pastor                         |
| 1742–1778  | Petrus Sonnberg                    | 1699–1778  | Pastor                         |
| 1778–1817  | Samuel Fredrik Corvin              | 1743–1817  | Pastor, prost och häradsprost. |
| 1818–1842  | Johan Jönsson Malmström            | 1787–1842  | Kyrkoherde                     |
| 1845–      | Olof Petter Wallengren             | 1797–      | Kyrkoherde                     |

## Kyrkor
- Trolle-Ljungby kyrka